# Foerschichthys
Foerschichthys – rodzaj słodkowodnych ryb z rodziny Nothobranchiidae.

## Klasyfikacja
Gatunki zaliczane do tego rodzaju:
- Foerschichthys flavipinnis – błyskotek żółtopłetwy[3]